# Sobór efeski

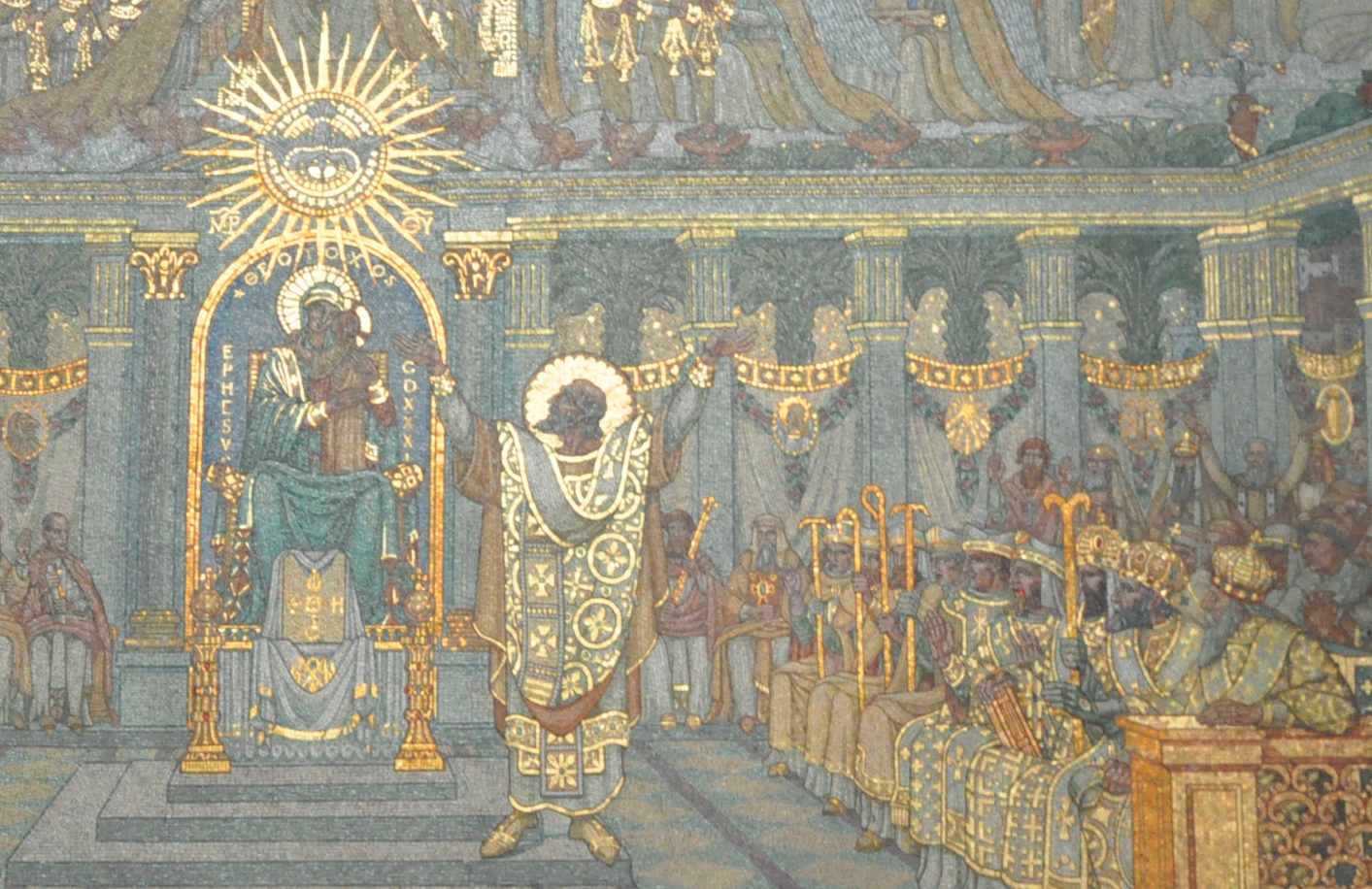
Sobór efeski. XIX-wieczna mozaika w bazylice Notre-Dame de Fourvière w Lyonie

Sobór efeski – zgromadzenie biskupów chrześcijańskich Cesarstwa Rzymskiego zwołane przez cesarza Teodozjusza do Efezu w Azji, trwające od czerwca do sierpnia 431 roku. W obradach uczestniczyło około 200 biskupów. Sprawami organizacyjnymi i proceduralnymi zgromadzenia kierował cesarski komisarz Kandydian.
Zgromadzenie w Efezie uważane jest za trzeci sobór powszechny przez Kościoły katolickie, prawosławne, przedchalcedońskie i protestanckie. Kościoły przedefeskie – między innymi Kościół perski, Kościół asyryjski, Kościół wschodnioindyjski czy Kościół Wschodu – nie uznały tego zgromadzenia za sobór i odrzuciły podjęte na nim decyzje.
Zwołanie zgromadzenia poprzedził konflikt pomiędzy biskupem Konstantynopola Nestoriuszem a biskupem Aleksandrii Cyrylem, który dotyczył poprawności używania pojęcia Matka Boża (Theotokos) wobec Marii, matki Jezusa z Nazaretu. Polemika teologiczna między biskupami toczyła się wokół problemu, w jaki sposób to, co pochodzi od Boga i to, co jest z człowieka, zostało połączone w osobie Jezusa Chrystusa. W historiografii konflikt ten nazywany jest sporem chrystologicznym. Kontrowersje teologiczne przekształciły się w konflikt polityczny, który ogarnął kilka prowincji i zagroził integralności Cesarstwa Rzymskiego.
Zgromadzenie w Efezie było jedynym soborem starożytnym, którego obrady wymknęły się spod kontroli władzy państwowej. Biskupi podzielili się na dwie frakcje, które zebrały się osobno, nie uznawały się nawzajem i podjęły rozbieżne uchwały. Każda z tych frakcji twierdziła, że jej obrady były soborem ekumenicznym. Przywódcy obu frakcji zostali aresztowani i usunięci z urzędów. W konsekwencji żaden z uchwalonych dokumentów nie został uznany przez cesarza i opublikowany. Kilka różnych zbiorów materiałów rozpowszechniono wkrótce po zakończeniu obrad, ale dokumenty związane z soborem zostały zebrane dopiero w VI wieku.

## Badania naukowe nad soborem

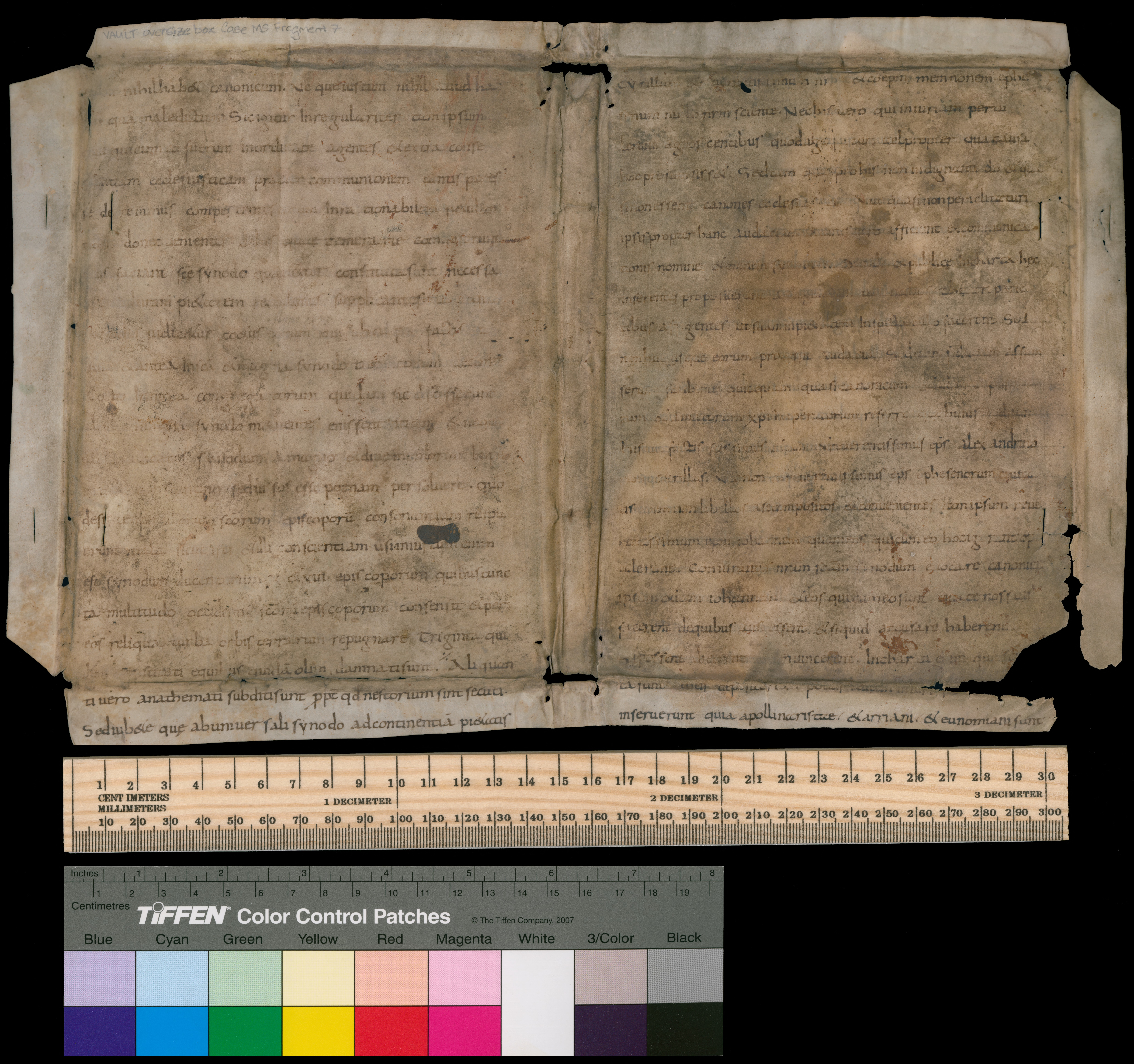
Łaciński manuskrypt należący do tzw. Collectio Veronensis. Kopia starożytnej transkrypcji zapisu stenograficznego obrad soboru, sporządzona w IX wieku. Przechowywana w chicagowskiej Newberry Library pod sygnaturą Ms Fragment 7. Folio I verso – II recto

### Zachowana dokumentacja soboru
Zgromadzenie w Efezie to pierwszy sobór ekumeniczny, którego dokumentacja zachowała się do czasów współczesnych. Dokumentacja ta obejmuje protokoły, transkrypcje zapisów stenograficznych obrad oraz wiele innych dokumentów w różnych gatunkach literackich – przede wszystkim sprawozdań poszczególnych uczestników oraz listów biskupów i cesarza. Oryginały oficjalnych dokumentów zostały sporządzone przez urzędników cesarskich, zgodnie z procedurami prawa rzymskiego. Za poprawność sporządzenia dokumentacji zgromadzenia odpowiadał zwierzchnik administracji dworskiej, komes Kandydian.
Podział biskupów na dwie rywalizujące i obradujące osobno frakcje wpłynął na sposób wytworzenia oraz zawartość poszczególnych dokumentów. Dlatego po rozwiązaniu zgromadzenia nie opublikowano oficjalnych akt soboru. Natomiast konflikt chrystologiczny, który trwał przez następne stulecia, zaowocował zbieraniem różnorodnych materiałów z Efezu. Materiały te zostały ułożone w VI wieku w kilka tzw. kolekcji. Zapisano je w językach greckim lub łacińskim. Właśnie te kolekcje zwyczajowo nazywano w późniejszych wiekach aktami soboru.
Redaktorzy kolekcji nie chcieli kończyć pracy na opisie podziałów wśród biskupów i potwierdzeniu braku oficjalnie zatwierdzonych uchwał. Dlatego dodali do akt dokumenty, które zapisano podczas negocjacji toczonych już po zakończeniu obrad. Kolekcje zawierają materiały wytworzone przynajmniej do roku 433.
Różne dokumenty z kolekcji wydawano drukiem od XVI wieku. W latach 1922–1930 zachowane kolekcje zebrał i wydał krytycznie niemiecki filolog klasyczny Eduard Schwartz. Podczas swoich badań Schwartz odnalazł wiele dotąd nieznanych manuskryptów. Jego ośmiotomowa edycja jest uważana za jedną z najbardziej monumentalnych prac w dziejach historiografii starożytności.
Według badań Schwartza zachowało się pięć kolekcji łacińskich i trzy kolekcje greckie. Dokumenty zostały oryginalnie zapisane w języku greckim. Jednak w kolekcjach część dokumentów występuje wyłącznie w wersji łacińskiej. Wiadomo, że na sali w Efezie obecni byli tłumacze, którzy na bieżąco przekładali przebieg obrad na potrzeby biskupów Zachodu. Nie jest jasne, czy podczas obrad sporządzono wersje łacińskie dokumentów, czy też teksty włączone do kolekcji są późniejszymi tłumaczeniami.
Kilka dokumentów, skądinąd nieznanych, odnaleziono w XX wieku w manuskryptach zapisanych w językach syryjskim, ormiańskim i gyyz. Są to głównie mowy i korespondencja związana z soborem. Zachowały się także fragmenty zbioru dokumentów, zwanego Aktami Efezu, zapisanego w języku koptyjskim. Zbiór został zredagowany w drugiej połowie V wieku w Egipcie i był w większości tłumaczeniem z języka greckiego. Zamieszczono w nim kilka dokumentów, które nie zostały włączone do kolekcji. Ponieważ starożytny, koptyjski manuskrypt Akt Efezu został uszkodzony, zawiera on relacje tylko z części obrad. Manuskrypt ten został wydany przez rosyjskiego historyka Wasilija Bołotowa w 1892 roku.
Pod koniec XIX wieku amerykańscy misjonarze odkryli syryjski, starożytny manuskrypt zawierającą pracę autorstwa Nestoriusza, zwaną Księgą Heraklidesa. Manuskrypt był przechowywany przez wieki w siedzibie patriarchy Kościoła asyryjskiego. Pierwsze kopie fragmentów manuskryptu zostały opublikowane w 1908 roku. Przygotowanie krytycznego wydania całego zachowanego tekstu trwało wiele lat. W 1972 roku opublikowano je na Uniwersytecie Oksfordzkim. Księga jest obiektem nieukończonych badań dotyczących jej datowania i chronologii opisywanych wydarzeń. Nie jest do końca wyjaśnione, które zachowane fragmenty tekstu są autentyczne, a które są interpolacjami z drugiej połowy V wieku.

### Naukowe interpretacje soboru

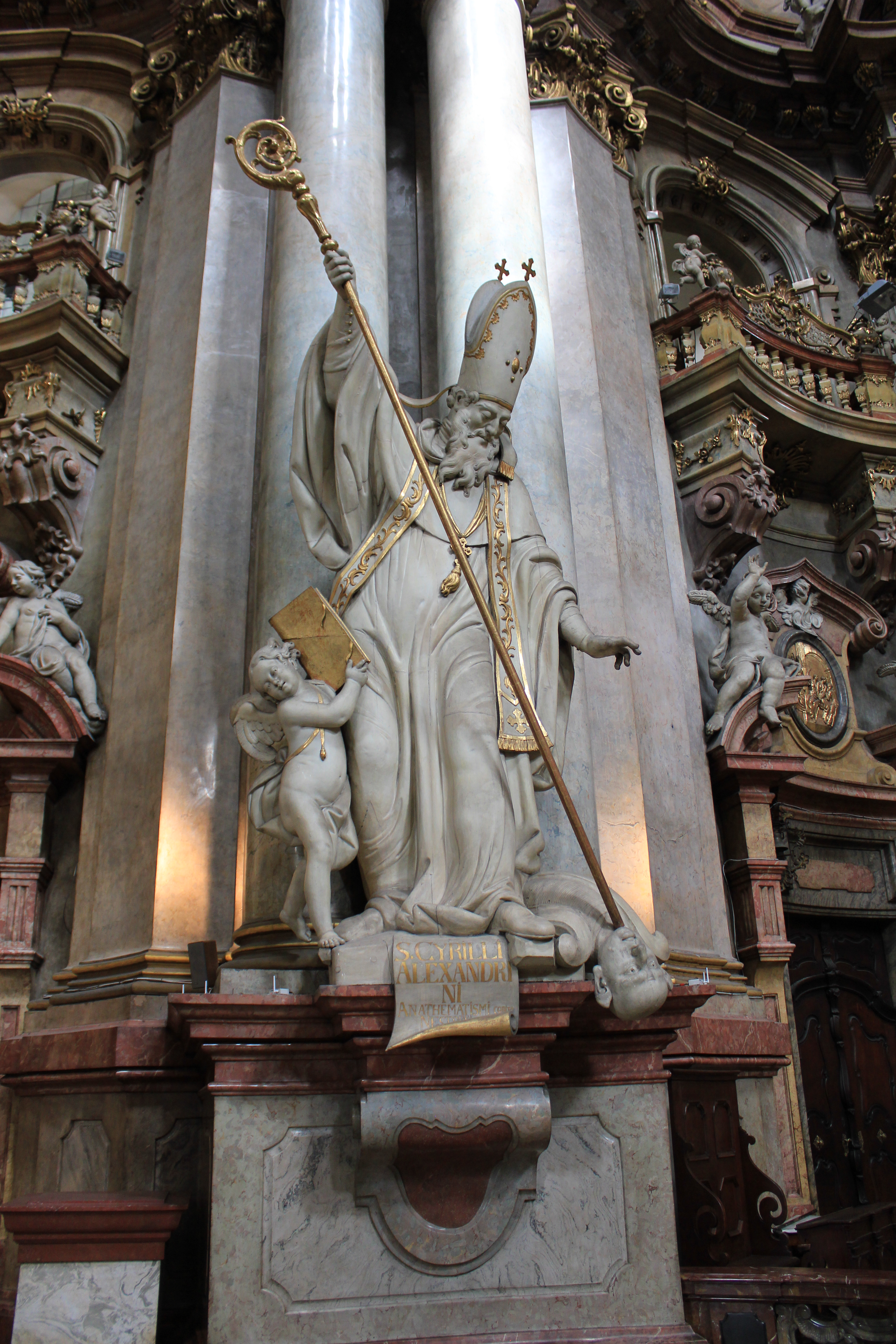
Cyryl pokonujący Nestoriusza. Rzeźba Ignác František Platzer z połowy XVIII wieku. Kościół Świętego Mikołaja w Pradze (Malá Strana)

Począwszy od starożytności historycy opierali swoje opowieści o Efezie na relacji Sokratesa Scholastyka. Sokrates napisał o soborze w Historii Kościoła, zredagowanej w latach 40. V wieku. Według relacji Scholastyka celem zgromadzenia było usunięcie z urzędu i ukaranie Nestoriusza. Jak twierdził Sokrates, biskup Konstantynopola był ambitny, nadgorliwy i arogancki, nadto dążył do narzucenia własnych poglądów teologicznych całemu Kościołowi. Ta narracja zdominowała badania naukowe aż po wiek XX, gdy historycy zaczęli szczegółowo analizować dokumenty soborowe.
Współcześni historycy uważają, że sytuacja przed soborem oraz w trakcie obrad była o wiele bardziej złożona i niebezpieczna, niż przedstawił to Sokrates. Spór, który był początkowo dyskusją teologiczną, przekształcił się bowiem w konflikt polityczny. Konflikt ten eskalował w kilku prowincjach. Dążenia tych prowincji do utrzymania autonomii wobec władzy centralnej w Konstantynopolu, ich odrębne tradycje narodowe i intelektualne, a także ambicje lokalnych przywódców, doprowadziły do konfrontacji, która zagrażała integralności Cesarstwa Rzymskiego.
Badacze dziejów doktryny chrześcijańskiej uważali przez wieki, że spory chrystologiczne były logiczną konsekwencją dogmatów, które zostały przyjęte na soborze nicejskim w 325 roku. Uznanie doktryny Cyryla z Aleksandrii za ortodoksyjną było nieuchronne, gdyż wynikało z obiektywnych praw rządzących rozwojem teologii. Ten pogląd został zakwestionowany w drugiej połowie XX wieku. Kontrowersje chrystologiczne są analizowane we współczesnej nauce pod kątem tak zwanego rozwoju oscylującego. Według tego stanowiska, na soborze chalcedońskim, 20 lat po Efezie, próbowano wypracować kompromis. Przyjęto jako ortodoksyjne tezy i pojęcia wywodzące się z teologii Nestoriusza. Jednak zarówno przeciwnicy, jak i zwolennicy Chalcedonu, powoływali się wyłącznie na autorytet Cyryla. Dlatego na II soborze konstantynopolitańskim dokonano reinterpretacji soboru efeskiego. Przyjęto wyjaśnienie, zgodnie z którym niektóre cyrylijskie terminy, uchwalone w Efezie, miały inne znaczenie, niż dosłowne. Tego typu zwroty doktrynalne, oscylujące między poglądami dwóch efeskich frakcji, powtarzały się w teologiach różnych wyznań i występują także współcześnie. Niektórzy historycy dogmatyki określają to zjawisko jako porządkowanie sprzeczności w odrębną strukturę logiczną.
W XXI-wiecznej historiografii analizowany jest wzajemny związek między wydarzeniami politycznymi, a dyskusją teologiczną. Interpretacja tradycyjna, sprowadzająca sobór do zgromadzenia, podczas którego rozstrzygano wyłącznie problemy doktrynalne Kościoła, jest współcześnie powszechnie odrzucana. Z drugiej strony interpretacja społeczno-polityczna, która różnice doktrynalne traktuje jako kwestię zastępczą, przykrywającą właściwy problem, zdaniem wielu uczonych zbytnio upraszcza konflikt. Najczęściej przyjmuje się, że wokół Efezu splotło się ze sobą wiele różnorodnych czynników, dlatego nie jest możliwe proste wyjaśnienie faktów, które wydarzyły się podczas obrad.

## Przedmiot kontrowersji doktrynalnej

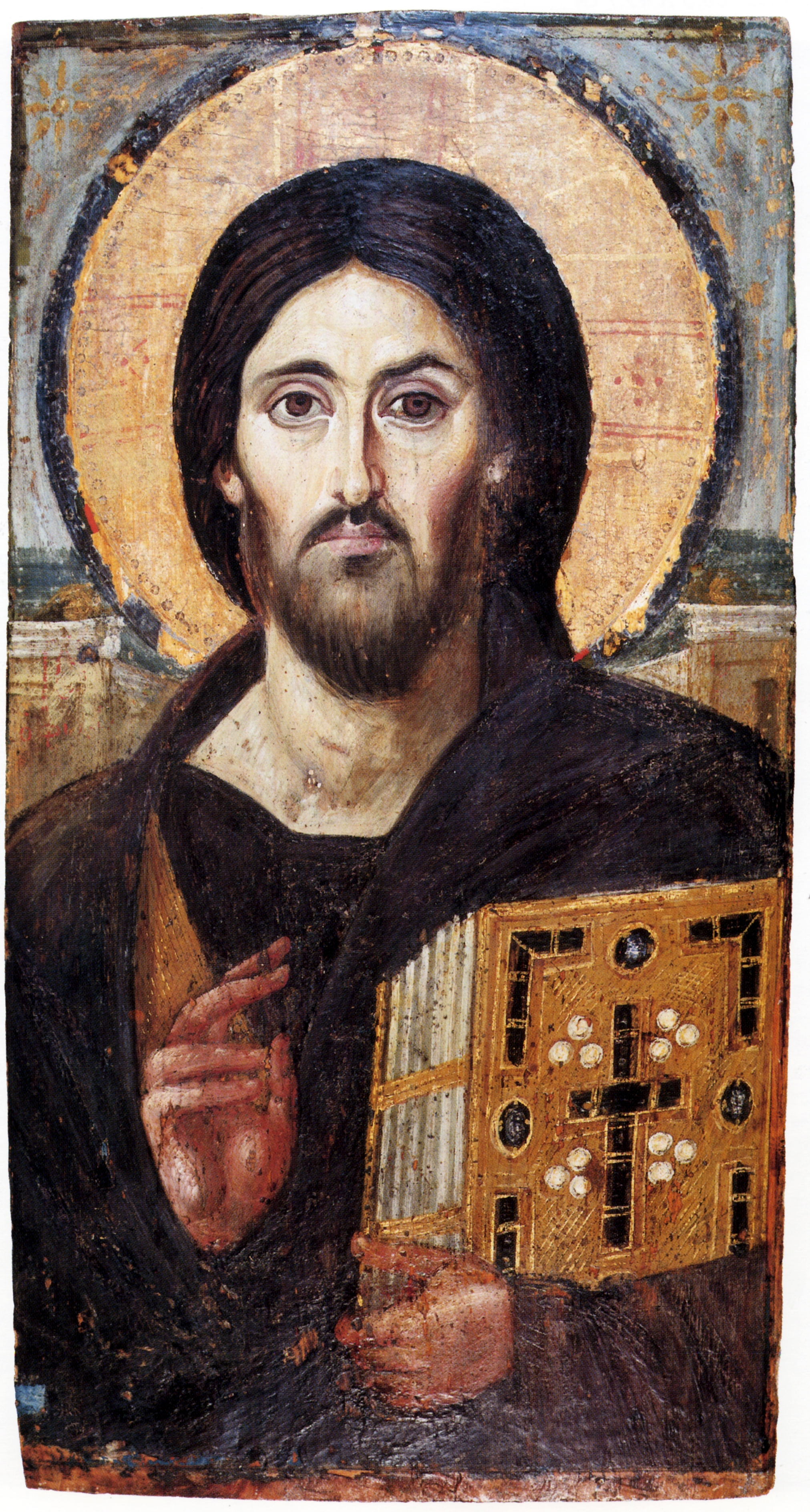
Najstarsza znana ikona Chrystusa Pantokratora, pochodząca z VI wieku. Klasztor świętej Katarzyny na górze Synaj. Twarz Jezusa podzielona została na dwie, różniące się części. Miało to oddać w formie artystycznej teologiczne twierdzenie, że Jezus jest jednocześnie Bogiem i człowiekiem

### Punkt wyjścia
Cyryl i Nestoriusz byli, obok Augustyna z Hippony, najwybitniejszymi teologami swoich czasów. Zaliczani są też do uczonych, którzy wywarli największy wpływ na kształt doktryny chrześcijańskiej w całych dziejach tej religii. Większość dzieł biskupa Aleksandrii przetrwała. Natomiast liczne traktaty, których autorem był biskup Konstantynopola, zaginęły. Współcześnie znanych jest tylko kilka dzieł Nestoriusza.
Obie strony konfliktu doktrynalnego zgadzały się, że fundamentem ortodoksji chrześcijańskiej są Biblia i wyznanie wiary z Nicei. Odrzucały tezy arianizmu, które odmawiały Chrystusowi pełnej boskości. Dlatego punktem wspólnym ich chrystologii było twierdzenie, zgodnie z którym Jezus Chrystus jest zarazem Bogiem i człowiekiem. Polemika toczyła się wokół problemu, w jaki sposób to, co pochodzi od Boga i to, co jest z człowieka, zostało połączone w osobie Jezusa.
Zarówno Cyryl, jak i Nestoriusz mieli dobre wykształcenie filozoficzne. Oparte ono było na dziełach Arystotelesa. Obaj posługiwali się późnostarożytną, arystotelesowską terminologią naukową. Kluczowymi pojęciami, które używali, były istota (ousia), natura (physis), hipostaza (hypostsis) czy osoba (prosopon). Różnili się wykształceniem teologicznym. Cyryl był przedstawicielem tzw. szkoły aleksandryjskiej, natomiast Nestoriusz tzw. szkoły antiocheńskiej. Cyryl uważał się za kontynuatora myśli teologicznej Atanazego z Aleksandrii. Nestoriusz był uczniem Teodora z Mopsuestii.

### Stanowisko Nestoriusza
Nestoriusz był filozoficznym i teologicznym konserwatystą. W filozofii bronił klasycznej, arystotelesowskiej definicji Absolutu. Pojmował Boga jako byt transcendentny, który jest przyczyną istnienia wszechświata, ale pozostaje od tego wszechświata ontologicznie oddzielony.
Według biskupa Konstantynopola Absolut nie jest bytem empirycznym, nie posiada ciała. Dlatego Bóg z definicji nie ma matki. Bóg nie cierpi i nie umiera. Nawet, gdyby błędnie założyć, że Absolut – wbrew swojej istocie (ousia) i naturze (physis) – narodził się z kobiety, a następnie umarł, to ontologiczne i soteriologiczne implikacje takiego stanowiska były nie do utrzymania. Jeżeli Bóg, który daje życie, umarł na krzyżu, to kto Go wskrzesił z martwych? – pytał Nestoriusz.
Podstawowym pojęciem chrystologii Nestoriusza były osoba (prosopon) i unia (henosis). Jezus Chrystus to odrębny byt osobowy. Jest osobą, w której łączą się dwie natury (physes) – boska i ludzka. Z definicji te dwa typy natur nie mogą ulec zmieszaniu, czyli nie mogą połączyć się w jedną naturę czy istotę Jezus ma dwie podstawy istnienia, jest w dwóch naturach. Zarazem jest niepodzielny w swoim istnieniu osobowym, powstałym wskutek unii Boga i człowieka. Dzieje się tak dlatego, że jedność i dwoistość Chrystusa należą do różnych poziomów ontologicznych.
Antropomorfizację Absolutu i związany z nią kult maryjny wywodził Nestoriusz z wpływu politeistycznych teologii i mitologii na monoteizm chrześcijański. Krytykując stanowisko Cyryla, twierdził: Unikamy tych, którzy mówią o wcieleniu, a nie zjednoczeniu. Jest to pogląd pogański. W swoich halucynacjach bzdurzą oni, że Bóg w formie hipostazy cierpiał nie cierpiąc. Bóg, nawet gdy wejdzie w unię z człowiekiem, nie cierpi i się nie zmienia. 
Według Nestoriusza Maria, wydając na świat Jezusa, nie urodziła jego boskiej natury, dlatego nie jest Matką Bożą (Theotokos). Maria urodziła człowieka, nosiciela bóstwa. Jest więc Matką Człowieka (Anthropotokos). Ponieważ idiomy dotyczące człowieczeństwa lub bóstwa Jezusa, można na innym poziomie ontologicznym zastosować do osoby, Maria jest także Matką Chrystusa (Christotokos). Chodzi o to – tłumaczył Nestoriusz – by po ustaleniu terminów, które oznaczają jedną i drugą naturę, nie były one dzielone na te odnoszące się do synostwa oraz na te odnoszące się do Bóstwa; a także, by własności obu natur nie były narażone na niebezpieczeństwo zniknięcia w wyniku pomieszania się w jednej tylko naturze Syna.

### Stanowisko Cyryla

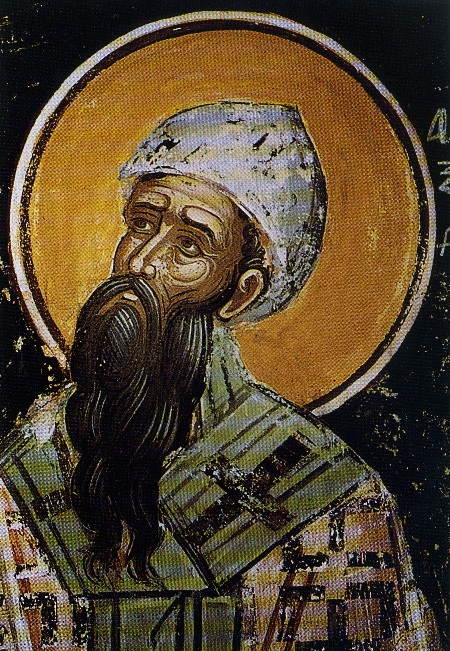
Cyryl z Aleksandrii. Fresk z 1560 roku na ścianie kościoła klasztoru Rusanu w Meteorach

Chociaż poglądy Cyryla z Aleksandrii ukształtowały się pod wpływem antycznego sposobu myślenia, to był on nowatorem. Wykroczył poza utarte schematy wynikające z klasycznego wykształcenia. Przekształcił starożytne filozofię i teologię w ten sposób, by wyrażały one potrzeby religijne chrześcijan. Cyryl podzielał bowiem niepokoje ludzi swojej epoki i potrafił te niepokoje ująć w języku naukowym.
Podstawowymi pojęciami chrystologii Cyryla były hipostaza i wcielenie. Według biskupa Aleksandrii historyczny Jezus z Nazaretu jest z istoty (ousia) Absolutem. Natomiast, poprzez swoją wcieloną naturę (physis), manifestuje się w empirycznej rzeczywistości jako kompletny, autentyczny człowiek, który przeżył pełne, realne ludzkie życie. Jezus to Logos – hipostaza Boga, która urodziła się, żyła, umarła oraz zmartwychwstała w ciele.  Nie mówimy – twierdził Cyryl – że Logos stał się ciałem przez zmianę swojej istoty, ani że został przekształcony w ludzką osobę, złożoną z duszy i ciała. Wręcz przeciwnie, mówimy że w sposób niewymowny i niepojęty, Logos połączył się z ciałem ożywionym przez duszę rozumną i w ten sposób stał się człowiekiem, pozostając jednak w swojej własnej hipostazie. Stąd jedynym podmiotem życia Chrystusa jest wcielony Bóg.
Wcielony Logos – jak twierdził biskup Aleksandrii – jest hipostazą Boga i ma jedną naturę. Natura Syna Bożego to przebóstwiona natura ludzka. Cyryl, krytykując stanowisko Nestoriusza, twierdził, że podczas wcielenia: Nie urodził się najpierw ze świętej Dziewicy zwykły człowiek, w którego by potem wstąpiło Słowo, lecz już w łonie matki Logos zjednoczył się z ciałem i poddał się narodzinom cielesnym, przyjmując jako własne narodziny swego ciała. Wcielenie polega więc na tym, że Logos przyjął ludzką naturę jako instrument (organon), czyniąc ją swoją własną naturą. Dzięki temu Absolut mógł urodzić się, cierpieć i umrzeć w ciele.
Według Cyryla, skoro Jezus nie jest ontologicznie człowiekiem, gdyż nie posiada ludzkiej hipostazy, to Maria musi być matką wcielonego Logosu. Wszystkie hipostazy Absolutu są współistotne, dlatego Maria jest matką Boga (Theotokos). Twierdzenie, że Maria jest matką wyłącznie ciała Jezusa, uważał za absurdalne. Nie nazywamy Chrystusem oddzielnie Boga – krytykował Nestoriusza Cyryl – i oddzielnie, drugim Chrystusem tego, który narodził się z niewiasty, lecz wyznajemy jednego tylko Chrystusa: Słowo z Boga Ojca wraz z Jego własnym ciałem. Swoje stanowisko Cyryl podkreślił w anatematyzmacie: Jeśli ktoś nie wyznaje, że Emmanuel jest prawdziwym Bogiem i dlatego święta Dziewica jest Bogarodzicą (zrodziła bowiem cieleśnie Słowo będące z Boga, które stało się ciałem) – niech będzie wyklęty.

## Początek konfliktu

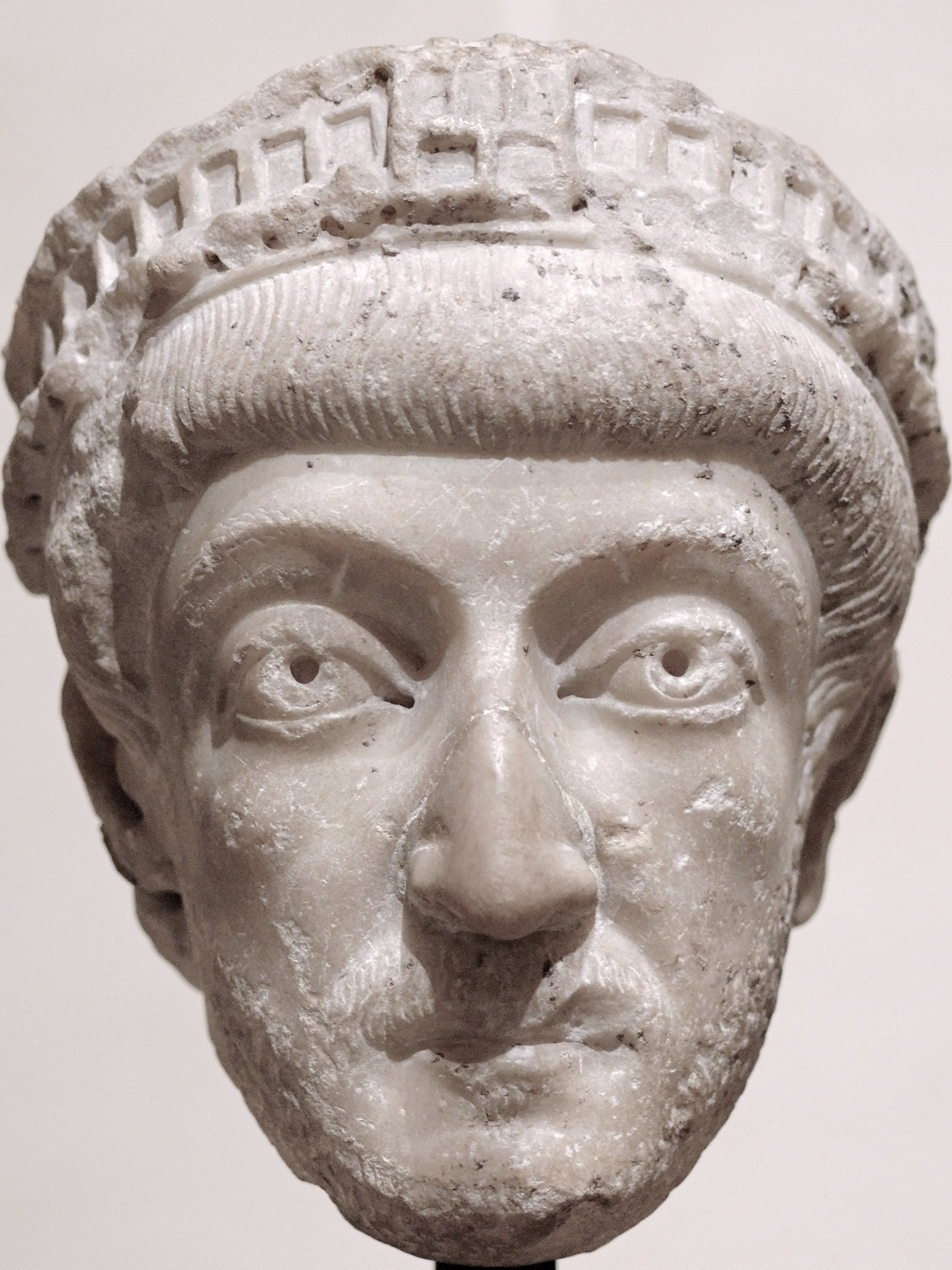
Głowa Teodozjusza II. Zachowany fragment marmurowego popiersia wykonanego za życia cesarza, w I połowie V wieku. Przechowywany w paryskim Luwrze pod numerem inwentarzowym Ma 1036

### Nominacja Nestoriusza
Najwcześniejsze wydarzenia, które doprowadziły do konfliktu, pozostają niejasne. Zachowane źródła historyczne są nieliczne, stosunkowo późne i zawierają stronnicze relacje.
Zimą 428 roku zmarł biskup Konstantynopola Syzyniusz. Przez następne trzy miesiące nie zdołano wybrać następcy. W Konstantynopolu trwały walki frakcyjne, a rozłam w lokalnym Kościele spowodował niepokoje społeczne. Gdy doszło do demonstracji ulicznych, interweniował cesarz.
Po uspokojeniu sytuacji w mieście, Teodozjusz zdecydował się sprowadzić do stolicy człowieka z zewnątrz, niezaangażowanego w spór. Wybór cesarza padł na Syryjczyka Nestoriusza, diakona z Antiochii. Nie wiadomo, skąd Teodozjusz znał nominata. 10 kwietnia 428 roku Nestoriusz uroczyście objął urząd biskupa Konstantynopola.

### Polityka koncentracji władzy w Konstantynopolu
Polityka Teodozjusza skupiała się na pogłębieniu integracji i zdolności mobilizacyjnych Cesarstwa, które musiało odpierać najazdy Germanów, Hunów i Persów. W tym celu cesarz rozszerzył i wzmocnił koncentrację władzy administracyjnej i wojskowej w Konstantynopolu. Jednym z elementów tej polityki było powierzenie zwierzchnictwa nad Kościołem Cesarstwa biskupowi stolicy. W Nestoriuszu cesarz znalazł dogodnego partnera. Natomiast dla Nestoriusza jedynym oparciem w Konstantynopolu byli Teodozjusz i jego dwór.
Nowy biskup Konstantynopola rozpoczął umacnianie swojej pozycji od uporządkowania spraw kościelnych w stolicy. Zamykał kościoły chrześcijan, którzy nie uznawali jego władzy, takich jak arianie czy nowacjanie. Zaostrzył kontrolę nad cieszącymi się dotąd dużą autonomią klasztorami. W Azji Mniejszej i na Bałkanach wysłannicy Nestoriusza rozpoczęli szeroko zakrojoną akcję skierowaną przeciwko heretykom, której celem było umocnienie wpływów biskupa Konstantynopola. W tych działaniach Nestoriusza wspierali Teodozjusz i dwór cesarski.
Nestoriusz uważał, że nie jest zobowiązany do przestrzegania postanowień żadnych synodów lokalnych. Ogłosił, że biskup Konstantynopola nie mógł być sądzony przez nikogo; nawet cesarz nie był do tego uprawniony. Przekształcił półstały synod endemiczny (synod endemousa) w najwyższy organ sądowniczy Kościoła Cesarstwa. W obradach tego synodu uczestniczyli biskupi, którzy odwiedzali Konstantynopol dla załatwienia różnych spraw na dworze cesarskim. Nestoriusz wykorzystał autorytet stolicy i synod endemiczny dla rozpatrzenia spraw osób, które przybywały do cesarza ze skargami na lokalnych biskupów. Zachował się list, w którym Nestoriusz poinformował biskupa Rzymu Celestyna, że przystąpił do formalnej rewizji sprawy zbiegłych z Zachodu pelagian oraz bada skargi duchownych z Aleksandrii, którzy uciekli z Egiptu.
Działania Teodozjusza i Nestoriusza doprowadziły do polityczno–religijnego konfliktu, który wybuchł w wielu prowincjach Cesarstwa na przełomie lat 20. i 30. V wieku. Przeciwko rosnącej roli Konstantynopola wpierw wystąpiły władze prowincjonalne w Azji Mniejszej, tradycyjnie cieszące się dużą autonomią. Wkrótce przeciwko nowej polityce zaprotestowano ostro w południowej Italii i Egipcie. Konflikt eskalował, gdy zaangażował się w niego Rzym. Polityka cesarza i biskupa stolicy wywołały nad Tybrem konsternację i irytację. Było to wydarzenie bezprecedensowe, gdyż dotąd stara stolica nie interweniowała w sprawach związanych z polityką Konstantynopola.

## Przebieg konfliktu

### Wybuch sporu doktrynalnego

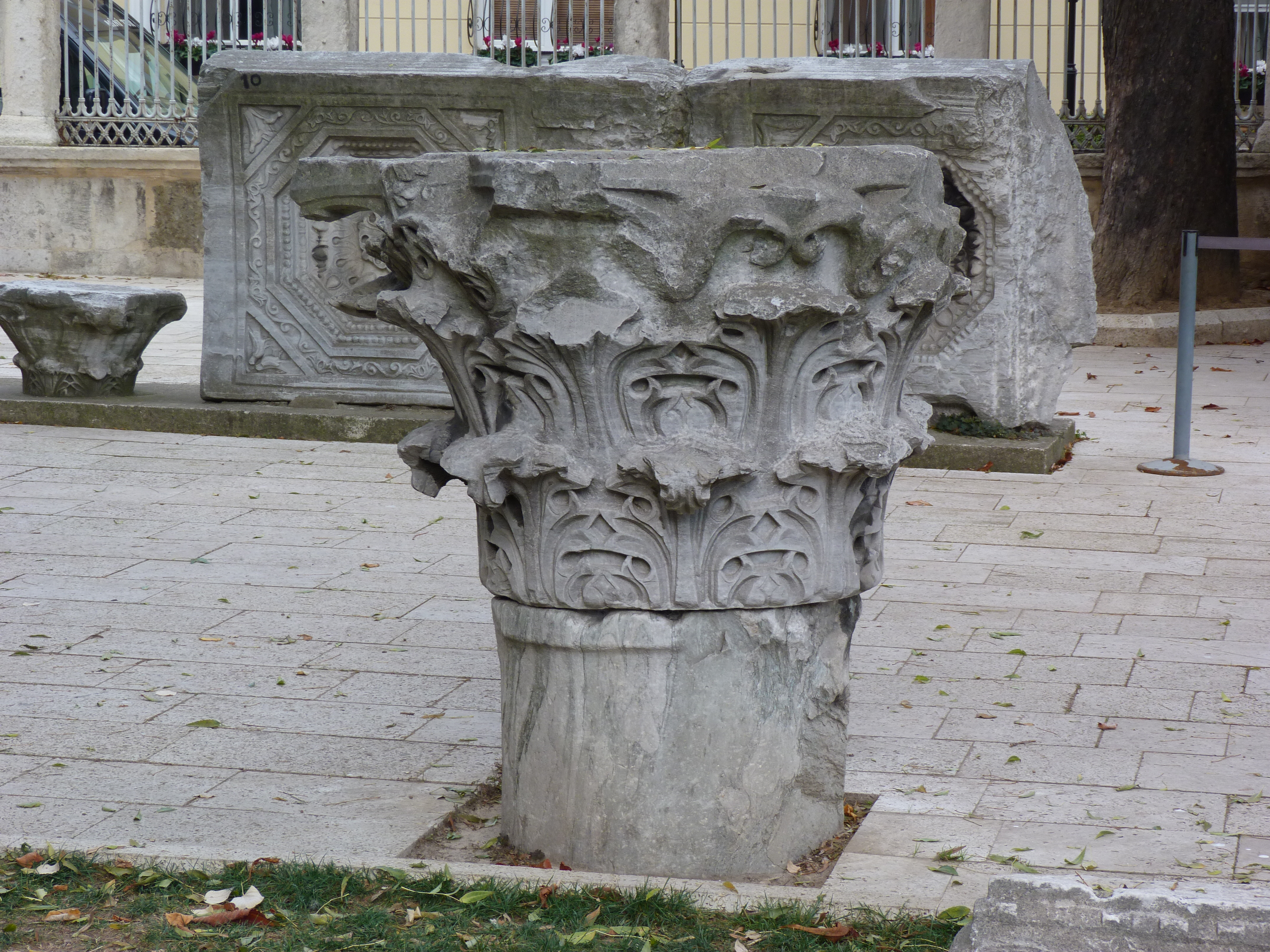
Ocalały kapitel kolumny, pochodzący z przebudowanej w 415 roku przez cesarza Teodozjusza katedry Hagia Sophia w Konstantynopolu. Współcześnie w Stambule ozdabia dojście do zachowanej budowli z czasów Justyniana

Polityka Teodozjusza i Nestoriusza spotkała się z oporem w samym Konstantynopolu. W mieście pełnym wojska, opozycja polityczna i kościelna nie mogła wystąpić otwarcie przeciwko władzy. Stąd konflikt zapoczątkowały zamieszki w kościołach. Uczestnicy tych zamieszek głosili, że bronią ortodoksji chrześcijańskiej.
Pod koniec roku 428 Nestoriusz zaprosił prezbitera Anastazjusza z Antiochii do wygłoszenia kazania w katedrze. Anastazjusz potępił używanie w modlitwach tytułu Matka Boża (Theotokos). Zrobił to w obecności biskupa, który nie zareagował. W kościele wybuchł tumult, nabożeństwo zostało przerwane. Podobne incydenty zaczęły powtarzać się regularnie, a mowy Nestoriusza często były zagłuszane przez protestujących. Nestoriusz twierdził w swoich kazaniach, że poprawne jest używanie wobec Marii tytułu Matka Chrystusa (Christotokos), a nie Matka Boża. W mieście kolportowano pamflety, w których oskarżano biskupa o herezję. W odpowiedzi władze opublikowały teksty kazań Nestoriusza zaznaczając, że ich treść to wzór poprawności teologicznej.
Z pomocą cesarza Nestoriuszowi udało się stopniowo opanować sytuację w roku 429. Wówczas protestujący zwrócili się o pomoc do biskupa Rzymu. W ten sposób ze sporu lokalnego, kontrowersja zmieniła się w konflikt ogólnopaństwowy. Jak to ujął Cyryl z Aleksandrii: wybuchł skandal dotyczący całego Cesarstwa. Dokładna chronologia tych najwcześniejszych wydarzeń w samym Konstantynopolu, jak i w całym imperium, jest nie do odtworzenia.

### Konflikt epistolarny
Teksty kazań Nestoriusza, pisemne protesty opozycji z Konstantynopola oraz plotki dotarły do różnych prowincji Cesarstwa w pierwszej połowie 429 roku. Chcąc zapobiec eskalacji, biskup stolicy napisał wczesnym latem list do Celestyna z Rzymu, wyjaśniając swoje stanowisko. Drugi list Nestoriusz wysłał kilka miesięcy później, gdyż na pierwszy nie otrzymał odpowiedzi. Celestyn celowo nie podjął korespondencji. Zaczął montować koalicję skierowaną przeciwko Konstantynopolowi. Napisał między innymi do Cyryla z Aleksandrii, pytając o stanowisko Egipcjan w tej sprawie. Podobne listy wysłano z Rzymu do Galii, gdzie jeszcze w 429 roku, w Marsylii, Jan Kasjan odpowiedział krótkim traktatem skierowanym przeciwko Nestoriuszowi.
Wiosną 429 roku Cyryl napisał encyklikę, zwaną współcześnie Listem do mnichów, którą rozesłał do wspólnot monastycznych, biskupów, diakonów oraz księży w Egipcie. Skrytykował w niej teologię Nestoriusza i nazwał ją heretycką. W następnych miesiącach encyklika została rozpowszechniona w całym Cesarstwie.
Nestoriusz wyraził publicznie pretensje do biskupa Aleksandrii, że ten przed napisaniem encykliki nie skontaktował się i nie przedyskutował problemu. Duchowni ze stolicy, którzy odwiedzili Aleksandrię, przekazali Cyrylowi informacje o reakcji biskupa Konstantynopola. Dlatego Cyryl przesłał do stolicy, latem 429 roku, prywatny list, nazwany później Pierwszym listem do Nestoriusza (Andres aidesimoi). Biskup Aleksandrii ostrzegł Nestoriusza przed negatywnymi skutkami krytyki terminu Theotokos. Zapowiedział, że wywoła to niepokoje społeczne w całym państwie. Głoszenie takich poglądów – napisał Cyryl – jest skandaliczne. Nestoriusz odpowiedział krótkim listem (Ouden epieikeias). Stwierdził w nim, że biskup Aleksandrii napisał wiele o swoich własnych poglądach teologicznych i pobożności, mało natomiast o miłości braterskiej. Oskarżył Cyryla o wzniecanie konfliktu i zapowiedział, że wkrótce się okaże, kto ma rację.
Pod koniec roku 429 Nestoriusz zaprosił Doroteusa z Marcianopolis, aby wygłosił mowę w stołecznej katedrze. Podczas kazania Dorotheus stwierdził: Jeśli ktoś odważy się nazywać Marię Theotokos, niech będzie wyklęty. Na wieść o tych wydarzeniach Cyryl wysłał do Nestoriusza drugi list (Kataphlyarousi), datowany na luty 430 roku. W liście tym ostro zaatakował Nestoriusza i przedstawił zwięźle zasady swojej chrystologii, broniąc terminu Theotokos.
Wiosną 430 roku Cyryl wysyłał listy krytykujące Nestoriusza do wielu wysokich urzędników państwowych. Szczególną wagę miały pisma skierowane do cesarzowych Pulcherii i Eudoksji oraz księżnych Arcadii i Mariny. Cesarz uznał to za akcję polityczną. Przesłał do Cyryla list, w którym zarzucił biskupowi Aleksandrii, że usiłuje zburzyć pokój na dworze cesarskim. Skrytykował też ostro działania biskupa Aleksandrii oraz zagroził, że będzie uważnie się mu przyglądał.

## Zwołanie soboru

### Synod rzymski

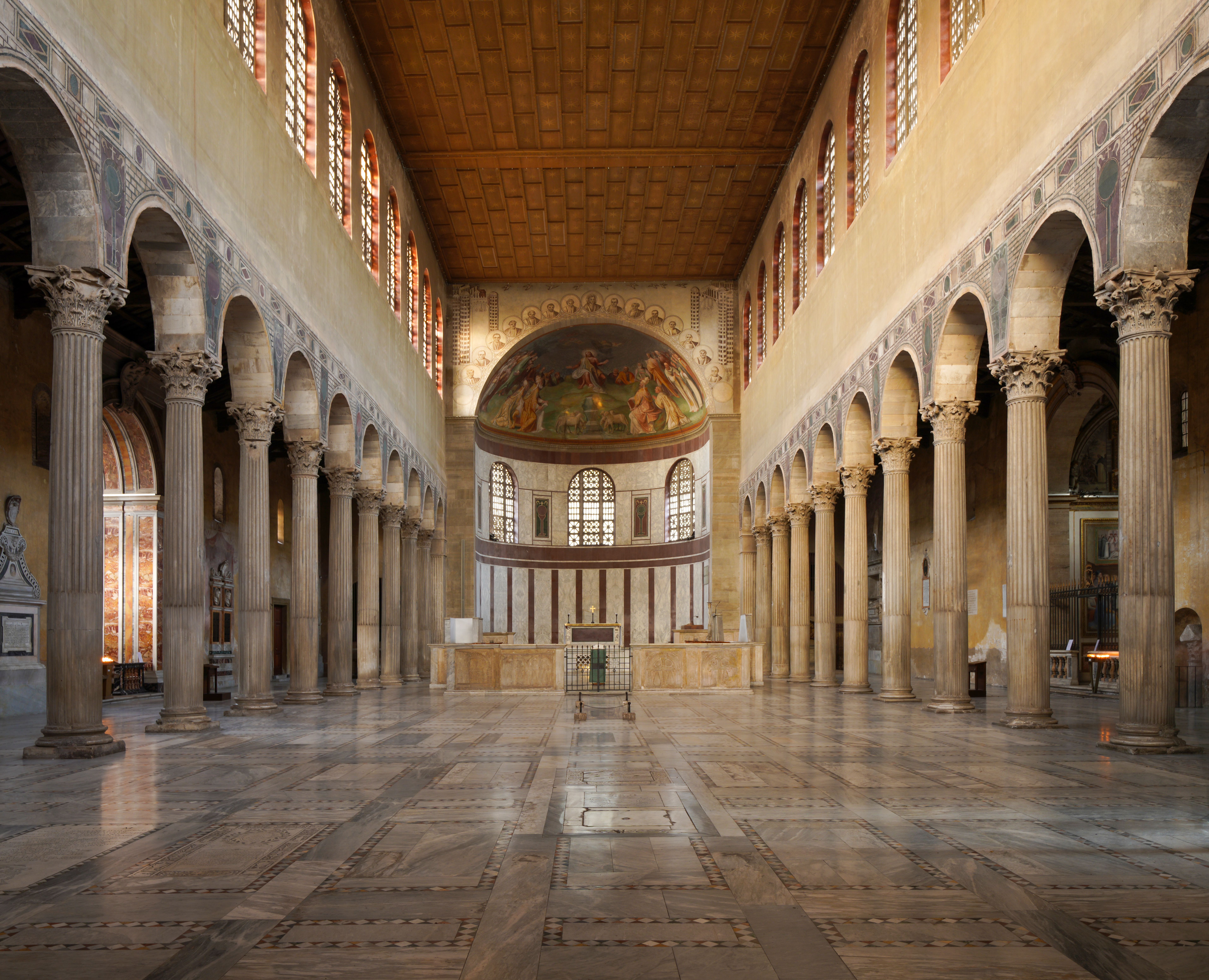
Wnętrze bazyliki świętej Sabiny w Rzymie, wybudowanej w czasach biskupa Celestyna, około roku 430

Wiosną lub wczesnym latem 430 roku Cyryl z Aleksandrii wysłał do Rzymu swojego zaufanego emisariusza, diakona Posidoniusa. Posidonius przywiózł z Egiptu do Italii naukową dokumentację problemu chrystologicznego. Był to obszerny tom wypisów z dzieł Nestoriusza wraz z komentarzami Cyryla. Dla wygody Celestyna i duchowieństwa Zachodu, Cyryl nakazał przetłumaczyć zbiór na łacinę. Posidonius otrzymał dokładne instrukcje, jak korzystać z przywiezionych materiałów – w zależności od sytuacji politycznej, którą zastanie w Rzymie.
Na początku sierpnia 430 roku Celestyn z Rzymu zwołał synod biskupów Italii. Nie zachowały się akta tego zgromadzenia. Synod uznał poglądy Nestoriusza za heretyckie i postanowił o wszczęciu procedury pozbawieniu go urzędu biskupa Konstantynopola. Decyzja ta była bezprecedensowa. Cesarz Teodozjusz stwierdził, że wykraczała poza tradycyjne uprawnienia biskupów Zachodu, była niezgodna z prawem i nie zatwierdził jej.
Wobec sprzeciwu cesarza, Celestyn przesłał pismo zawierające postanowienia synodu Cyrylowi z Aleksandrii. Do pisma załączył upoważnienie, w którym powierzył biskupowi Aleksandrii wykonanie decyzji podjętych w Rzymie. W całej korespondencji między Celestynem a Cyrylem nie wzmiankowano cesarza. Obaj biskupi próbowali wyeliminować Teodozjusza i prowadzić politykę ignorując władze w Konstantynopolu,
Celestyn wysłał także pismo do Nestoriusza. Poinformował w nim o decyzjach synodu i uznał je za wiążące. Przyczyną usunięcia z urzędu biskupa Konstantynopola miało być głoszenie poglądów niezgodnych z ortodoksją. Kolejny list biskup Rzymu skierował do Jana, biskupa Antiochii. Powiadomił w nim o zamiarze wyłączenia z Kościoła Nestoriusza.

### Ultimatum Egipcjan
Na początku listopada 430 roku Cyryl zebrał podległych sobie biskupów w Aleksandrii. Przedstawił im projekt uchwały, nazwanej później Trzecim listem do Nestoriusza (Tou soteros hemon). Zgromadzeni biskupi zatwierdzili tekst i dołączyli do niego ultimatum. Synod zagroził Nestoriuszowi, że jeżeli nie zgodzi się z zawartymi w dokumencie tezami teologicznymi, po upływie dziesięciu dni Kościoły w Egipcie, Libii, Cyrenajce, Nubii i Etiopii zerwą wspólnotę z Konstantynopolem.
Około 10 listopada przedstawiciele Cyryla wypłynęli z Aleksandrii do Konstantynopola, zabierając ze sobą dokument z ultimatum. Tekst tego dokumentu zawierał cyrylijską doktrynę chrystologiczną, a jego kwintesencję stanowiło 12 anatematyzmatów.
Informacje o postanowieniach z Rzymu i Aleksandrii dotarły na dwór cesarski zanim przybyła tam oficjalna delegacja Egipcjan. Władze w Konstantynopolu obawiały się, że groźba ogłoszenia niezależności Kościoła koptyjskiego jest krokiem Cyryla ku pełnej niepodległości Egiptu. Podobne obawy cesarz miał wobec prowincji zachodnich. Rozłam w Kościele zagrażał bezpieczeństwu i integralności całego państwa. Teodozjusz zdecydował się rozwiązać problem przed upływem ultimatum, które wystosowali Egipcjanie – wstrzymując formalnie bieg sprawy. W tym celu zwołał zgromadzenie biskupów całego Cesarstwa Rzymskiego.

### Edykt cesarski

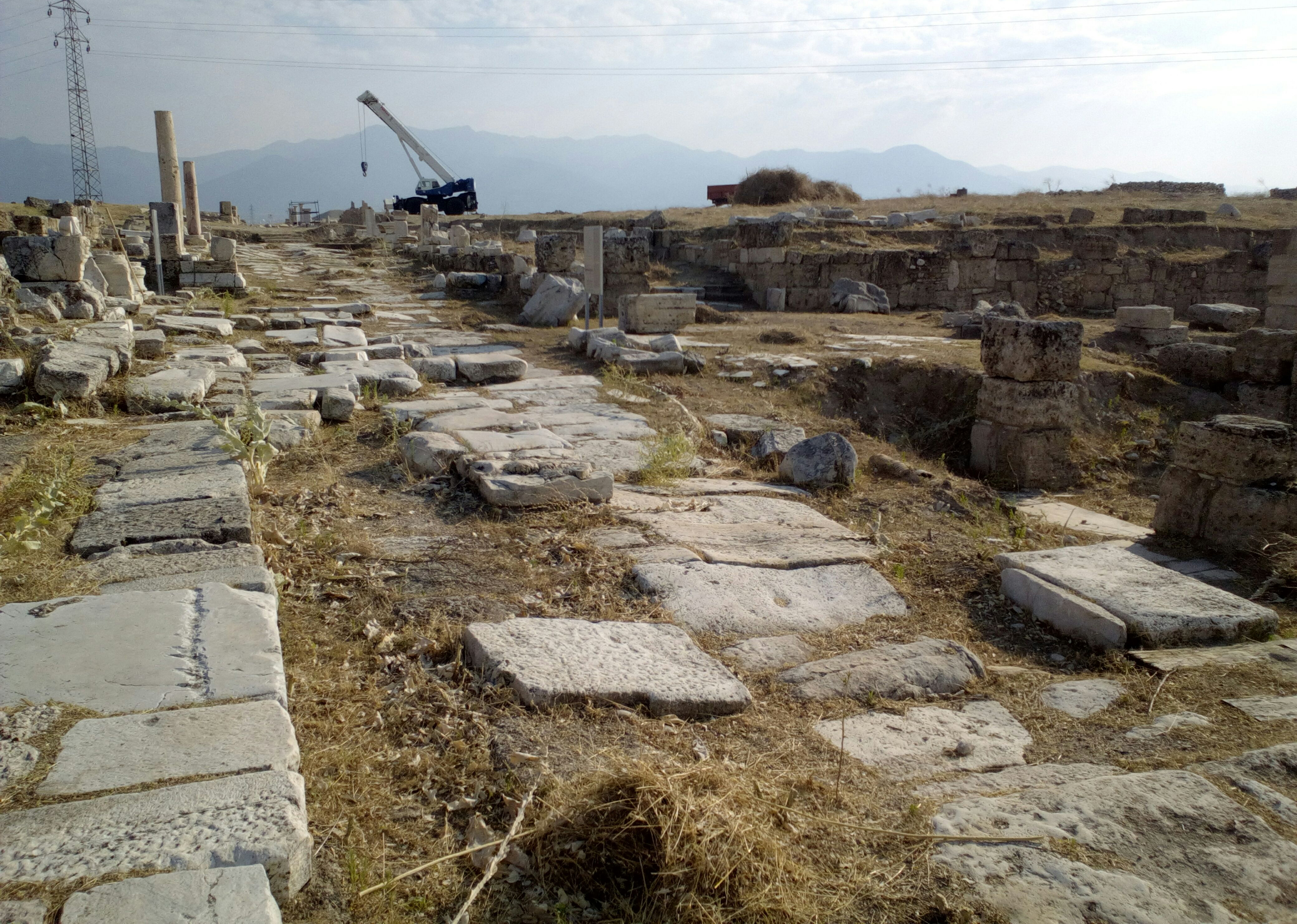
Pozostałości drogi, wybudowanej w formie kolumnady, łączącej w V wieku port w Efezie z centrum miasta

Nagła i niespodziewana decyzja o zwołaniu soboru została ogłoszona w edykcie datowanym na 19 listopada 430 roku, skierowanym do wszystkich biskupów państwa. W inwokacji edyktu, obok imienia Teodozjusza, wymieniono cesarza Zachodu Walentyniana. Była to standardowa formuła, stosowana przez kancelarię w Konstantynopolu przy aktach prawnych dotyczących całego państwa. Teodozjusz podjął decyzję samodzielne, natomiast wymienienie w dokumencie Walentyniana nadawało edyktowi moc obowiązującą zarówno na Wschodzie, jak i na Zachodzie Cesarstwa.
Edyktem cesarz zwołał zgromadzenie biskupów na Zielone Świątki, czyli 7 czerwca 431 roku, do Efezu w Azji. Wyjaśnił, że dzięki położeniu geograficznemu tego miasta, biskupi z Zachodu i ze Wschodu odbędą podróż podobnej długości. Efez był łatwo dostępny drogą lądową i morską, został też zaopatrzony w niezbędne zapasy żywności. Cesarz zrezygnował z zamiaru zorganizowania soboru w Konstantynopolu, gdyż stan społecznych emocji w stolicy miał uniemożliwiać spokojne obrady. Przez wybór Efezu Teodozjusz pragnął – jak stwierdził w edykcie – zagwarantować bezstronność dyskusji. Jednocześnie miasto było na tyle blisko Konstantynopola, że obrady mogły być obsługiwane przez specjalnie oddelegowanych urzędników dworskich.
W edykcie Teodozjusz zaznaczył, że udział w soborze jest obowiązkowy dla każdego metropolity. Nie był to jednak nakaz obłożony sankcją, a jedynie groźbą odpowiedzialności przed Bogiem i cesarzem. Każdy z metropolitów miał zabrać ze sobą pewną ilość biskupów ze swojej prowincji. Dokładna ich liczba nie została wymieniona. Jak stwierdził cesarz, zwołane w ten sposób zgromadzenie miało służyć rozwiązaniu konfliktu w klimacie wzajemnego miłosierdzia. Teodozjusz nie wskazał jednak, o jaki konflikt chodzi; nie wymienił też imienia Nestoriusza. Problem odpowiedzialności za wybuch konfliktu został w edykcie pominięty.
Cesarz wystosował kilka osobistych zaproszeń do Efezu. Otrzymali je między innymi Celestyn z Rzymu i Cyryl z Aleksandrii. Specjalne zaproszenie Teodozjusz wysłał do Augustyna z Hippony. Było to jedyne imienne zaproszenie dla biskupa, który nie był metropolitą. Augustyn nie mógł jednak przybyć na sobór, gdyż zmarł wcześniej, podczas oblężenia Hippony przez Wandalów.

### Reakcje na edykt
Ultimatum Egipcjan zostało przekazane Nestoriuszowi 30 listopada 430 roku, a więc już po ogłoszeniu edyktu cesarza o zwołaniu soboru. Zgodnie z decyzją Teodozjusza Nestoriusz nie musiał odpowiadać na pismo Cyryla. Biskup Konstantynopola przesłał kopie dokumentu do Jana z Antiochii i kilku innych biskupów wraz z własnym komentarzem. Komentarz ten zawierał 12 kontranatematyzmatów. Oryginalny tekst tego dzieła nie zachował się, znane jest ono jedynie z przekładów syryjskiego i łacińskiego, które nieznacznie różnią się między sobą.
Na wieść o zwołaniu soboru dwóch biskupów, Syryjczycy Andrzej z Samosaty i Teodoret z Cyru, napisało listy, które zostały rozesłane po całym Cesarstwie. Zażądali w nich usunięcia z urzędu Cyryla. Oskarżyli biskupa Aleksandrii o herezję i stwierdzili, że teologia Nestoriusza jest ortodoksyjna. Ocenili, że decyzje synodów rzymskiego i aleksandryjskiego były nielegalne.
Cyryl przyjął zaproszenie cesarza. W maju 431 roku żegnano go porcie aleksandryjskim niczym faraona wybierającego się na wyprawę wojenną. Zorganizowano flotę składającą się z kilku okrętów. Zaokrętowano na nią kilkuset mnichów parabolani, którzy mieli oficjalnie stanowić osobistą ochronę biskupa Aleksandrii. Cyrylowi towarzyszyło w wyprawie do Efezu 46 biskupów egipskich.
Bezpośrednie zaangażowanie Teodozjusza spowodowało, że Celestyn z Rzymu przyjął mniej radykalną postawę i wycofał żądanie natychmiastowego usunięcia z urzędu Nestoriusza. Nie zdecydował się też na wyprawę do Azji. Wydelegował na zgromadzenie swoich przedstawicieli: biskupów Arkadiusa i Projectusa oraz prezbitera Filipa. O tych trzech osobach, poza imionami, nic bliższego nie wiadomo. Celestyn wyposażył ich w pełnomocnictwa i wysłał z Rzymu do Efezu 8 maja 431 roku. W pisemnej instrukcji, którą im przekazał, polecił: Konsultujcie się we wszystkim z naszym bratem i kolegą biskupem Cyrylem; róbcie to, co on uzna za słuszne.

## Przebieg obrad

### Opóźnienie rozpoczęcia obrad
Aby zachować pozory całkowitej niezależności biskupów, do Efezu nie wysłano wojska. Cesarz nie zdecydował się też na uczestnictwo w obradach. Jego oficjalnym przedstawicielem został zwierzchnik administracji państwa, komes Kandydian. Kandydian przybył do Efezu, z dużą grupą współpracowników, na kilka dni przed rozpoczęciem soboru. Otrzymał pisemne, szczegółowe instrukcje dotyczące porządku obrad i sposobu ich organizacji. Głównym zadaniem, które swojemu przedstawicielowi powierzył Teodozjusz, było utrzymanie porządku w mieście i na sali obrad, a także dopilnowanie, by decyzje zgromadzenia były zgodne z interesem cesarza.
W maju 431 roku do Efezu przybyli Nestoriusz, jego współpracownicy oraz grupa biskupów z Anatolii i Bałkanów. Biskupowi Konstantynopola towarzyszył wysoki urzędnik cesarski, komes Ireneusz. Na kilka tygodni przed Zielonymi Świątkami, wraz z przybyciem większej liczby biskupów z różnych prowincji, pojawiły się napięcia. Raporty Kandydiana z ostatnich dni przed datą planowanego otwarcia obrad odnotowały próby zastraszania oraz incydenty z użyciem przemocy. Toczyły się nieformalne, ostre debaty pomiędzy zwolennikami Nestoriusza a pozostałymi biskupami.
Flota Cyryla z Aleksandrii szybko przepłynęła Morze Śródziemne i zjawiła się w Efezie 6 czerwca 431 roku, czyli dzień przed wyznaczoną datą rozpoczęcia obrad. Miasto zostało opanowane przez setki Egipcjan, którzy hałaśliwie manifestowali swoje poglądy, grożąc przeciwnikom. Po stronie Cyryla opowiedziała się większość biskupów obecnych w mieście, w tym lokalny biskup, Memnon z Efezu. Egipcjan poparli też mieszkańcy Efezu.
7 czerwca, w dzień planowanej uroczystości otwarcia obrad, dużej grupy biskupów nadal nie było w Efezie. Nieobecni byli reprezentanci Zachodu, Afryki oraz Syrii. Przedstawiciele biskupa Rzymu Celestyna wyruszyli z Italii 8 maja, ale podczas podróży napotkali poważne utrudnienia. Kilka dni po 7 czerwca pojawił się w Efezie diakon z Afryki, który przywiózł list z przeprosinami i pełnomocnictwo. Najazd Wandalów uniemożliwił biskupom z tej części państwa udział w soborze. W związku z tym Kandydian zadecydował o przesunięciu otwarcia obrad. 
Biskupi z Syrii i innych graniczących z Persją prowincji Cesarstwa spotkali się w Antiochii, aby stamtąd wyruszyć do Efezu drogą lądową. Ostatecznie rozpoczęli podróż trzydzieści dni przed wyznaczonym terminem rozpoczęcia soboru. Kolumna poruszała się powoli, gdyż część starszych biskupów ciężko zachorowała. Pięć dni przed wyznaczoną datą otwarcia obrad, Jan z Antiochii wysłał przodem kilku młodszych biskupów, aby poinformowali w Efezie o postępach kolumny. Biskupi ci przybyli do miasta 21 czerwca i ogłosili, że reszta ich grupy przybędzie za trzy do pięciu dni. Otrzymawszy tę wiadomość, Cyryl podjął zdecydowane działania. W niedzielę 21 czerwca, wraz z Memnonem z Efezu i Juwenalisem z Jerozolimy, rozesłał zaproszenia na otwarcie obrad, które wyznaczył na następny dzień. Cyryl tłumaczył później, że w przesłanej ustnie wiadomości Jan z Antiochii zachęcił obecnych w Efezie biskupów, aby rozpoczęli obrady bez niego. Jan z kolei zawsze odrzucał tę interpretację i twierdził, że nie wyraził ustnej zgody na otwarcie soboru.
Przeciwko inicjatywie Cyryla zaprotestował Kandydian, powołując się na autorytet cesarza. Nadto 68 biskupów obecnych w Efezie podpisało petycję wzywającą biskupa Aleksandrii, aby poczekał na Jana i jego grupę. Mimo to Cyryl oraz jego sojusznicy zdecydowali rozpocząć formalne obrady.
22 czerwca – 1 sesja soborowaCyryl przybyły zgodnie z poleceniem Cesarza przed 7 czerwca, wbrew protestom obecnych biskupów wschodnich, rozpoczął sobór pod nieobecność spóźnionych biskupów, m.in. Jana, patriarchy Antiochii. Ogłoszono potępienie Nestoriusza.
26 czerwcaKontr-synod biskupów wschodnich po przewodnictwem biskupa Jana z Antiochii. Ogłoszono odsunięcie od posługi biskupiej Cyryla oraz biskupa Efezu, Memmona.
10 lipca – 2 i 3 sesja soborowaPrzybyli legaci papiescy z Rzymu. Odczytano i uroczyście wyrażono aprobatę dla listu papieża Celestyna.
16–17 lipca – 4 i 5 sesja soborowaAnulowanie potępienia Cyryla i Memmona. Jan z Antiochii, odmówił wzięcia udziału, mimo zaproszenia. Sobór odczytał projekt listu do Papieża, napisany przez Cyryla. List został uroczyście zatwierdzony i wysłany do papieża, wysłano także list do cesarza. W liście ułożonym przez Cyryla czytamy:

Natura (fyzis) Słowa nie doznała żadnej zmiany, stając się ciałem (por. J 1,14). Słowo zjednoczyło się na zasadzie hipostazy z ciałem, ożywianym przez duszę rozumną. Zostało nazwane Synem Bożym, nie ze względu na wolę lub upodobanie, lub przyjęcie prosopon. Różne natury spotkały się w jedności prawdziwej i z dwóch [jest] wyłącznie jeden Chrystus, jeden Syn. Różnica natur nie została usunięta przez zjednoczenie, lecz niewysłowione spotkanie boskości i człowieczeństwa urzeczywistnia dla nas jednego Chrystusa. Słowo osobiście narodziło się z Dziewicy, ponieważ przyswoiło sobie naturę własnego ciała. Cierpiała nie natura Słowa, lecz ponieważ Jego własne ciało cierpiało, można powiedzieć, że Słowo cierpiało i umarło za nas. Mówimy o jednym Chrystusie i Zbawicielu, nie dlatego, że uwielbiamy człowieka razem ze Słowem, lecz uwielbiamy wyłącznie jednego i tego samego Chrystusa. Odrzucenie zjednoczenia na zasadzie hipostazy, to powrót do mówienia o dwóch synach. Pismo Święte nie mówi, że połączyło się z prosopon (osobą) człowieka, lecz że stało się ciałem. Także Ojcowie nazywają Maryję, Bogarodzicą (Theotokos).

22 lipca – 6 sesja soborowaOdczytanie i potwierdzenie symbolu nicejsko-konstantynopolskego. Zakaz nauczania czegoś odmiennego od wiary wyrażonej w tym symbolu.
Początek sierpniaTeodozjusz II rozwiązał sobór.
3 wrześniaNestoriusz został odesłany do klasztoru w Antiochii.

## Trudny dialog po zamknięciu soboru
Sobór zamknięto, ale spór trwał dalej. Schizma trwała jeszcze dwa lata. Żadna ze stron nie chciała ustąpić uciekając się do przeróżnych sposobów i metod (nie zawsze bez zarzutu) dla utwierdzenia swoich racji oraz zjednania Teodozjusza II. Dzięki mediacjom greckiego biskupa Akacjusza z Beroe i syryjskiego biskupa Pawła z Emezy udało się pogodzić zwaśnione strony.
Ostatecznie w 433 następca Celestyna, który zmarł 27 lipca 432 r., Sykstus III zatwierdził postanowienia soboru otwartego przez Cyryla z Aleksandrii uznając go soborem powszechnym (Zob. PL 50, 583-589). Cyryl podpisał wyznanie wiary ułożone przez Jana z Antiochii, a Nestoriusz skazany został na wygnanie z Konstantynopola. Cesarz Teodozjusz nie zgadzał się z jego potępieniem aż do soboru chalcedońskiego, który potwierdził orzeczenia soboru w Efezie dotyczące nauczania Nestoriusza.

## Ekumeniczny i doktrynalny charakter soboru
Według P.-Th. Camelot OP, mimo iż przebieg soboru od strony ludzkiej, ze względu na rozgrywki polityczne na poziomie kościelnym, jak i państwowym, może wzbudzać wątpliwości, należy unikać zbyt arbitralnych uproszczeń. Takiej pokusie uległ Louis Duchesne, który w swej Histoire ancienne de l’église (Historia starożytna Kościoła), nie ukrywał sympatii wobec Nestoriusza, czyniąc go ofiarą „tragedii” wyreżyserowanej przez „faraona” z Aleksandrii. Następujące fakty przemawiają za tym, że właśnie obrady soboru pod przewodnictwem Cyryla, a nie kontr-synodu Jana z Antiochii były właściwym soborem: Cyryl działał mając mandat papieski. Legaci papieża Celestyna zaraz po przybyciu stanęli po stronie Cyryla, przekazując mu listy papieskie i zapewniając swą obecnością ekumeniczny charakter tego zgromadzenia. Charakteru tego nie miał kontr-sobór. To sobór Cyryla, a nie kontr-sobór prowadził korespondencję z papieżem i to jego przebieg i postanowienia zostały potwierdzone przez Sykstusa III. Również dla papieża Leon Wielkiego, a następnie soboru chalcedońskiego, sobór Cyryla był soborem powszechnym. W Chalcedonie stwierdzono:

Odnośnie do tego, co zostało stwierdzone przeciw Nestoriuszowi przez pierwszy sobór efeski, któremu przewodniczył Cyryl, świętej pamięci... Zachowujemy zarządzenia i wszystkie formuły wiary świętego Synodu, który miał miejsce w Efezie, pod autorytetem świętej pamięci Celestyna z Rzymu i Cyryla z Aleksandrii.

Sobór, poza stwierdzeniem błędności nauczania Nestoriusza, nie wydał osobnych orzeczeń dogmatycznych. Jednak odczytanie listu Cyryla w czasie 4 i 5 sesji, oraz wyznania wiary nicejsko-konstantynopolskiego, było jednoznacznym opowiedzeniem się za tym, czego bronił Cyryl: jednością Osoby Chrystusa-Słowa, które przyjęło ludzką naturę, a w konsekwencji uznanie tytułu Theotokos za zgodny z wyznaniem wiary soboru nicejskiego (325 r.).